# 2009 في اليمن

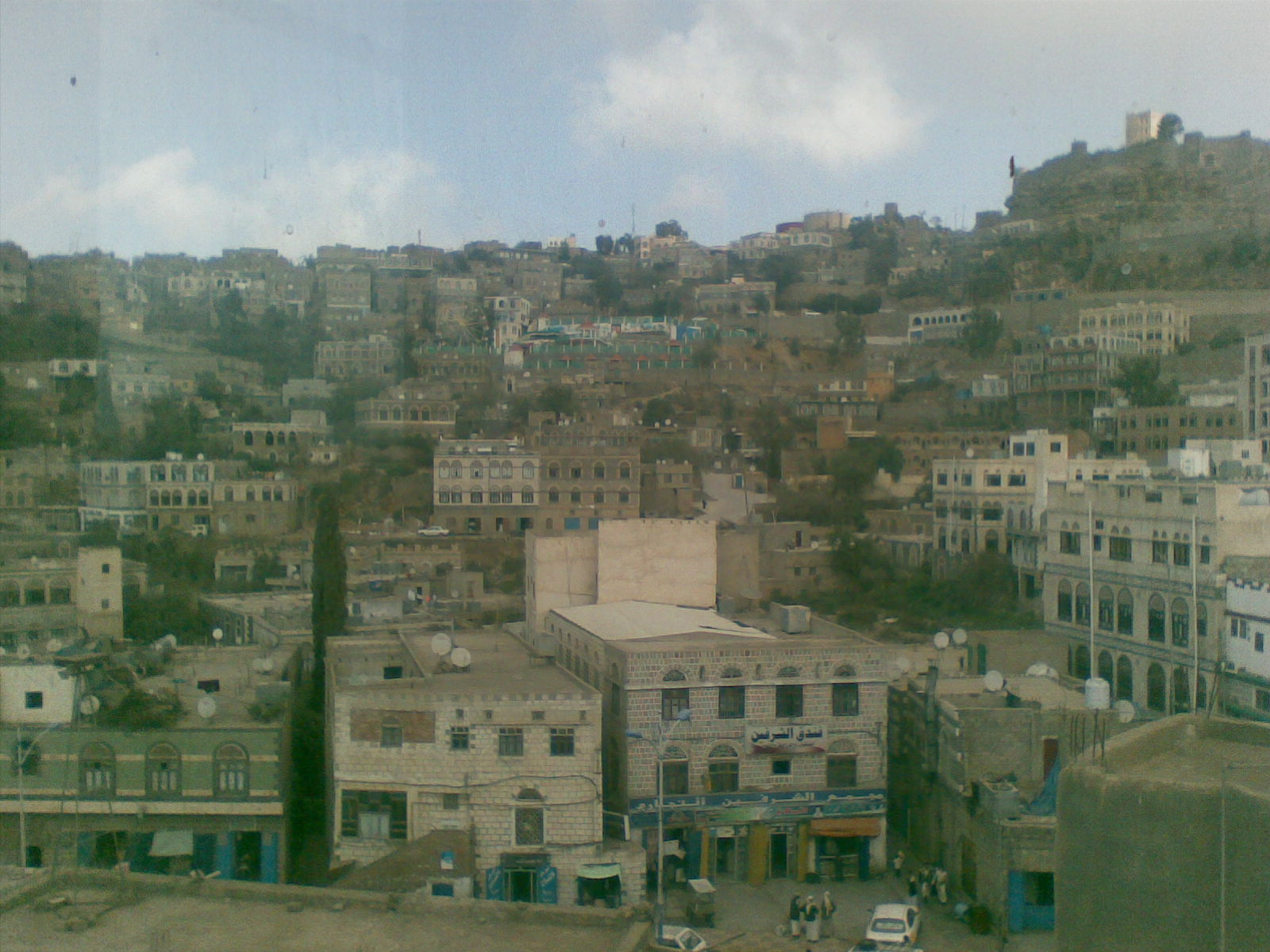
بيوت في اليمن

القائمة التالية تسرد أهم الأحداث التي وقعت خلال عام 2009 في اليمن.

## الأحداث

### مايو
- 2 مايو - استمرار الاشتباكات العنيفة في جنوب اليمن لليوم الرابع على التوالي بين القوات الحكومية اليمنية ومسلحين مناوئين للحكومة وتتركز في محافظتين لحج والضالع.
- 5 مايو الرئيس اليمني علي عبد الله صالح يدعو اليمنيين إلى الحوار من أجل الحفاظ على الوحدة ويقول إن القوى الغربية والإقليمية تعارض التحركات الانفصالية.
- 13 مايو - تنظيم القاعدة يعلن عن دعمه للجنوبيين المناهضين للنظام اليمني مع استمرار تصاعد التوتر في جنوب البلاد.
- 21 مايو - عشية ذكرى الوحدة اليمنية الرئيس السابق لجمهورية اليمن الديمقراطية الشعبية علي سالم البيض يدعو إلى انفصال الجنوب ويؤكد إنه سيقود المساعي المؤدية إلى هذا الانفصال.
- 22 مايو - سلطنة عمان تسقط الجنسية عن القيادي اليمني الجنوبي علي سالم البيض بعد قيامة بانتهاك شروط منح الجنسية العمانية عندما عاد للخوض في السياسة.

### أغسطس
- 13 أغسطس - اليمن يعلن عن سته شروط لوقف إطلاق النار مع المتمردين الحوثيين بعد أيام من شن الجيش اليمني هجوم عليهم والمتمردون يرفضون عرض الهدنة.
- 22 أغسطس - الأمم المتحدة تعلن أن ما يقرب من 100 ألف من النازحين شردوا من بيوتهم بسبب القتال الدائر حاليا بين الجيش اليمني والمتمردين الحوثيين في منطقة صعدة شمال اليمن والكثير منهم من الأطفال والنساء.

### سبتمبر
- 4 سبتمبر - اليمن يؤكد خرق الحوثيين لقرار تعليق العمليات العسكرية الذي أقرته صنعاء استجابة لنداء منظمات الإغاثة الدولية.

### أكتوبر
- 9 أكتوبر -الحوثيون يشنون هجومًا عنيفًا على صعدة شمال اليمن والجيش اليمني يتصدى للهجوم، والأنباء تقول أن القتال خلف خسائر بشرية لدى الجانبين.
- 19 أكتوبر - نائب الرئيس اليمني السابق علي سالم البيض يطلب من الأمم المتحدة تنظيم استفتاء تقرير مصير لجنوب اليمن وتشكيل لجنة للتحقيق في الأوضاع هناك.

### نوفمبر
- 4 نوقمبر - الحوثيون يقتلون ضابط أمن سعوديًا عبر الحدود ويطالبون السعودية بالبقاء بعيدةً عن الصراع الدائر في اليمن.
- 7 نوفمبر - الجيش السعودي يوسع مسرح عملياته على الحدود مع اليمن ويفرض سيطرته على كافة الشريط الحدودي وذلك لإغلاق المنافذ على الحوثيين.
- 9 نوفمبر - جماعة الحوثيين المتمردة في شمال اليمن تتهم الجيش السعودي بقصف مواقعهم داخل الأراضي اليمنية بقنابل الفسفور الأبيض.
- 11 نوفمبر - اليمن يرفض التدخل الإيراني في شؤونه الداخلية وذلك مع استمرار الحرب مع الحوثيين في صعدة.